# Фридрих II фон Цолерн
Фридрих II фон Цолерн (на немски: Friedrich II von Zollern; * 1451; † 8 март 1505, дворец Дилинген на Дунав) от швабската линия на Хоенцолерните, е епископ на Аугсбург от 1486 до 1505 г.

## Живот
Той е най-възрастният син на Йобст Николаус I фон Хоенцолерн (1433 – 1488), граф на Хоенцолерн, и графиня Агнес фон Верденберг-Хайлигенберг (1434 – 1467). По-голям брат е на граф Айтел Фридрих II. Майка му е сестра на Йохан II фон Верденберг – епископът на Аугсбург от 1469 до 1486 г.
Фридрих е каноник в Констанц и Страсбург. Следва (1468 – 1477) в университет Фрайбург и в университета в Ерфурт, където през 1470 г. става ректор на университета. От 1477 г. е ректор във Фрайбург.
След смъртта на чичо му Йохан II фон Верденберг го избират през 1486 г. за негов наследник. Помага финансово и с войска на краля и по-късния император Максимилиан I в боевете с швейцарците и в Ландсхутската наследствена война.
Фридрих умира внезапно на 8 март 1505 г. в епископския дворец към Дилинген и е погребан в капелата „Св. Гертруда“ в катедралата на Аугсбург. Той написал за себе си умираща песен и приготвил сам гроба си. Наследен е от Хайнрих IV фон Лихтенау.